# Batalla del Garellano (915)
La Batalla de Garigliano se libró en junio de 915 entre las fuerzas de la Liga cristiana y tropas sarracenas. La victoria cristiana marcó el final de los musulmanes en la península itálica. El Papa Juan X dirigió personalmente las fuerzas cristianas en la batalla.

## Antecedentes
Después de una serie de devastadores ataques contra las principales ciudades de la región italiana del Lacio durante la segunda mitad del siglo IX (saqueo de Roma, sitio de Gaeta en 846 y la destrucción de Montecasino en el 883), los sarracenos fundaron una colonia cerca de la antigua ciudad de Minturno, situada en la desembocadura del río Garigliano, y pactaron alianzas con los nobles locales aprovechando las divisiones existentes entre los mismos.
El papa Juan X inició entonces los contactos con los nobles cristianos para formar una Liga que lograra expulsar a los sarracenos. Aunque los primeros intentos fracasaron debido a la negativa de importantes feudos, como Gaeta y Nápoles, en 915 se logró constituir la Liga con la participación del Papado, el Imperio bizantino y los príncipes lombardos del sur de Italia, como Atenolfo II de Benevento y su hijo Landolfo II, Guaimar II de Salerno, Gregorio IV de Nápoles y su hijo Juan y Juan I de Gaeta con su hijo Docibile.
Berenguer I, en ese momento el Rey de Italia, envió fuerzas para apoyar Spoleto y la Marche, poniendo al frente de sus tropas a Alberico I, Duque de Spoleto y Camerino. El Imperio Romano de Oriente contribuyó mediante el envío de un fuerte contingente de Calabria y Apulia al mando del estratego de Bari, Nicolás de Picingli. Juan X en persona se puso al frente de las tropas de la Toscana y del Lacio.

## La batalla
Las primeras acciones de guerra se produjeron en el norte del Lacio, donde un pequeño grupo de saqueadores fue interceptado y derrotado. Los cristianos lograron otras significativas victorias en Campo Baccano, la Via Cassia, en Tivoli y en Vicovaro.
Tras estas derrotas los musulmanes se retiraron a su principal baluarte en Garigliano, comenzando el asedio cristiano en junio de 915. Después de resistir varios ataques dirigidos por Alberico y Landolfo, la falta de alimento de los sitiados sarracenos les obligó a intentar huir para llegar a la costa y huir a Sicilia, aunque según las crónicas fueron capturados y pasados por las armas.

## Consecuencias
Con la victoria, Berenguer I fue recompensado por el Papa con la coronación imperial, mientras que Alberico I logró un importante peso político entre la aristocracia romana. Por su parte, Juan I de Gaeta amplió sus posesiones territoriales hasta Garigliano y recibió el título de patricius romano, lo que permitió a su familia utilizar el título de Duque.
Tras la batalla, al ser la principal fuerza durante el combate, el Imperio Romano de Oriente recuperó su posición como principal potencia en la Italia meridional. 